# Herb powiatu przeworskiego

Herb powiatu przeworskiego w latach 1999-2011

Herb powiatu przeworskiego – jeden z symboli powiatu przeworskiego, ustanowiony 30 września 1999, ze zmianą 14 stycznia 2011.

## Wygląd i symbolika
Herb przedstawia na tarczy w polu błękitnym srebrnego dwugłowego orła w złotej koronie. Dziób i szpony w kolorze złotym. Nad orłem po obu stronach symbole srebrnego półksiężyca i złotej gwiazdy.
Do 2011 r. powiat posługiwał się herbem przedstawiającym w polu błękitnym złotego dwugłowego orła w złotej koronie z tarczą sercową na piersi, w której w polu błękitnym złota gwiazda ponad srebrnym półksiężycem.